# Alquerías del Niño Perdido (kommunhuvudort)
Alquerías del Niño Perdido är en kommunhuvudort i Spanien.   Den ligger i provinsen Província de Castelló och regionen Valencia, i den östra delen av landet, 300 km öster om huvudstaden Madrid. Alquerías del Niño Perdido ligger 30 meter över havet och antalet invånare är 3 866.
Terrängen runt Alquerías del Niño Perdido är platt åt nordost, men åt sydväst är den kuperad.  Närmaste större samhälle är Castelló de la Plana, 12,2 km nordost om Alquerías del Niño Perdido. Trakten runt Alquerías del Niño Perdido består till största delen av jordbruksmark.